# Montoire-sur-le-Loir
Montoire-sur-le-Loir település Franciaországban, Loir-et-Cher megyében. Lakosainak száma 3678 fő (2022. január 1.). Montoire-sur-le-Loir Fontaine-les-Coteaux, Lavardin, Lunay, Les Roches-l’Évêque, Saint-Jacques-des-Guérets, Saint-Martin-des-Bois, Saint-Rimay, Troo és Villavard községekkel határos.

## Népesség
A település népességének változása:
| Lakosok száma | 3241 | 4200 | 4065 | 4127 | 3903 | 3822 | 3782 | 3721 | 3698 | 3678 |
|               | 1968 | 1982 | 1990 | 2006 | 2013 | 2015 | 2017 | 2019 | 2020 | 2022 |